# 일리아 술라마니제
일리아 술라마니제(조지아어: ილია სულამანიძე, 2001년 6월 18일~)는 조지아의 유도 선수이다. 2024년 하계 올림픽 남자 하프헤비급 은메달을 획득했으며 세계 유도 선수권 대회에서 동메달 1개를 획득했다.